# Anna Azarova
Anna Aleksandrovna Azarova (Russisch: Анна Александровна Азарова) (Moskou, 26 augustus 1980) is een Russische actrice.